# Sertularella novaecaledoniae
Sertularella novaecaledoniae är en nässeldjursart som beskrevs av Vervoort 1993. Sertularella novaecaledoniae ingår i släktet Sertularella och familjen Sertulariidae. Inga underarter finns listade i Catalogue of Life.